# All-in-Wonder
All-in-Wonder (también abreviado como AIW) era una combinación de tarjeta gráfica y tarjeta sintonizadora de TV diseñada por ATI Technologies. Fue introducido el 11 de noviembre de 1996. ATI había utilizado previamente la marca registrada Wonder en otras tarjetas gráficas (serie ATI Wonder), sin embargo, no eran tarjetas combinadas completas de TV/gráficos (EGA Wonder, VGA Wonder, Graphics Wonder). ATI también fabricó otras tarjetas orientadas a la televisión que usan la palabra Wonder (TV Wonder, HDTV Wonder, DV Wonder) y control remoto (Remote Wonder). La línea All-in-Wonder debutó con la serie de chipset Rage. Las tarjetas estaban disponibles en dos formas, construidas por terceros fabricantes (marcadas como "Powered by ATI"), así como por la propia ATI ("Build by ATI").
Cada una de las tarjetas All-in-Wonder Radeon se basa en un conjunto de chips Radeon con funciones adicionales incorporadas en la placa. Las tarjetas AIW funcionan a velocidades de reloj más bajas (dos excepciones son AIW 9600XT/AIW X800XT más rápido/a la misma velocidad) que sus contrapartes convencionales para reducir el consumo de calor y energía. En junio de 2008, AMD revivió la línea de productos con un modelo HD.

## Accesorios

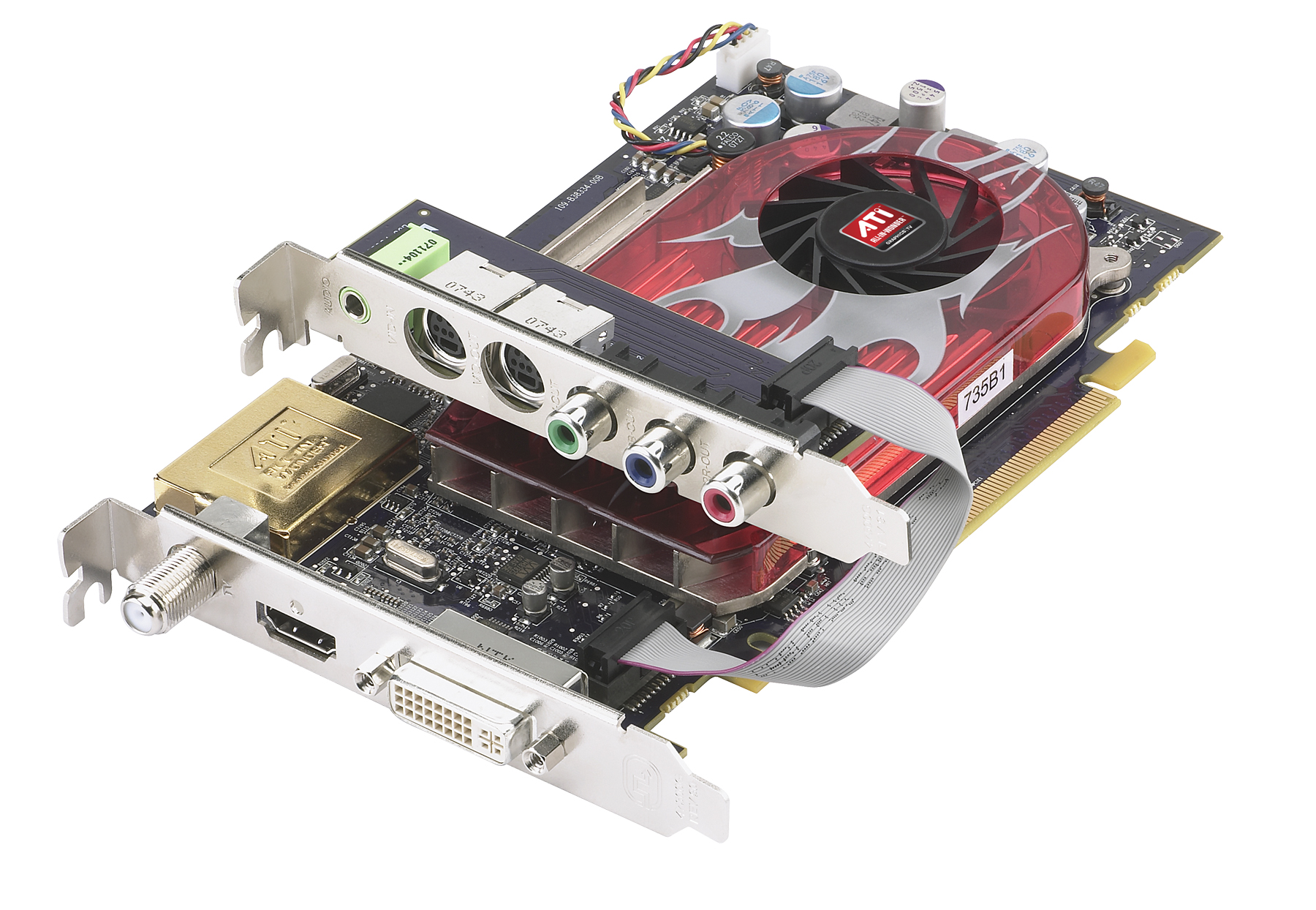
Tarjeta sintonizadora de TV y gráficos HD All-in-Wonder con kit de accesorios

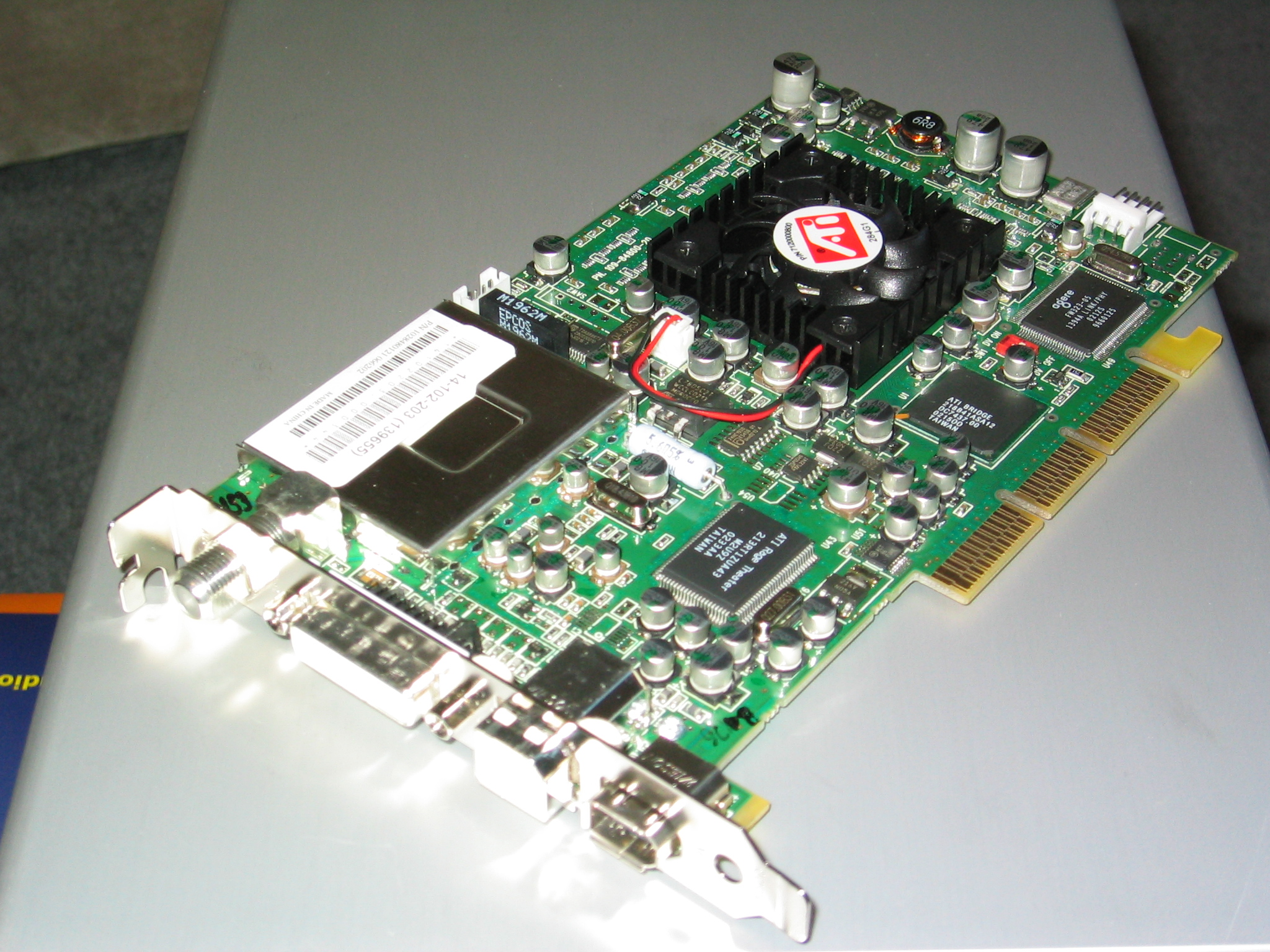
All-in-Wonder Radeon 8500 DV

Las tarjetas usan una variedad de puertos especializados a lo largo del costado para proporcionar salida a televisores, con la versión comercial equipada con puertos compuestos y la capacidad de salida a componente. Los productos posteriores también vienen con un control remoto Remote Wonder y un receptor RF USB para recibir señales de radiofrecuencia desde el control remoto. Algunas variantes de All-in-Wonder también incluían sintonización de radio FM. Algunos sintonizadores analógicos se incluyeron con la guía de programación electrónica Guide Plus+ de Gemstar para listados de TV, mientras que los sintonizadores digitales usaron TitanTV en su lugar.

## Controladores
Los controladores de la tarjeta AIW se basan en los controladores Catalyst de ATI con controladores de flujo unificado T200 adicionales. Actualmente, los únicos sistemas operativos que admiten completamente la captura de TV con estas tarjetas son Microsoft Windows XP, 2000, 98 y 95. Los controladores de pantalla funcionan en Linux y la captura de TV es compatible con algunas tarjetas con el proyecto GATOS.

## Pruductos
| Nombre comercial               | Chipset         | Variantes          | Señal Digital/Analógica   | AVIVO | Interfaz disponible | Fecha de introducción                                                    |
| ------------------------------ | --------------- | ------------------ | ------------------------- | ----- | ------------------- | ------------------------------------------------------------------------ |
| All-in-Wonder HD               | Radeon HD 3650  | (Solo genérica)    | Digital/analógica         | Yes   | PCI Express 2.0     | 26 de junio de 2008                                                      |
| All-in-Wonder X1900            | Radeon X1900    | (Solo genérica)    | Digital/analógica         | Yes   | PCI Express         | 24 de enero de 2006                                                      |
| All-in-Wonder X1800 XL         | Radeon X1800 XL |                    | Digital/analógica         | Yes   | PCI Express         | 21 de noviembre de 2005                                                  |
| All-in-Wonder 2006 PCI Express | Radeon X1300    | (Solo genérica)    | Digital/analógica         | Yes   | PCI Express         | 22 de diciembre de 2005                                                  |
| All-in-Wonder X800             | Radeon X800     | GT, XL, XT         | Analógica(/digital en GT) | No    | PCI Express, AGP    | 9 de septiembre de 2004 (XT)                                             |
| All-in-Wonder X600 Pro         | Radeon X600 Pro |                    | Analógica                 | No    | PCI Express         | 21 de septiembre de 2004                                                 |
| All-in-Wonder 9800             | Radeon 9800     | SE, Pro            | Analógica                 | No    | AGP                 | 7 de abril de 2003                                                       |
| All-in-Wonder 9700             | Radeon 9700 Pro | Regular, Pro       | Analógica                 | No    | AGP                 | 30 de septtiiembre de 2002 25 de febrero de 2003 (versión Pro y Europea) |
| All-in-Wonder 9600             | Radeon 9600     | XT, Pro, Regular   | Analógica                 | No    | AGP                 | 5 de agosto de 2003 (Pro) 6 de enero de 2004 (Regular y XT)              |
| All-in-Wonder 9200             | Radeon 9200     |                    | Analógica                 | No    | AGP, PCI            | 26 de enero de 2004                                                      |
| All-in-Wonder 9000 Pro         | Radeon 9000 Pro |                    | Analógica                 | No    | AGP                 | 31 de marzo de 2003                                                      |
| All-in-Wonder Radeon 8500      | Radeon 8500     | Regular, 128MB, DV | Analógica                 | No    | AGP                 | 30 de agosto de 2001 (DV)                                                |
| All-in-Wonder Radeon 7500      | Radeon 7500     |                    | Analógica                 | No    | AGP                 | 22 de enero de 2002                                                      |
| All-in-Wonder VE               | Radeon 7000     |                    | Analógica                 | No    | PCI                 | 2 de diciembre de 2002 25 de febrero de 2003 (Europa)                    |
| All-in-Wonder Radeon           | Radeon 7200     |                    | Analógica                 | No    | AGP, PCI            | 31 de julio de 2000                                                      |
| All-in-Wonder 128              | 3D Rage 128     | Regular, Pro       | Analógica                 | No    | AGP, PCI            | 25 de enero de 1999                                                      |
| All-in-Wonder Pro              | 3D Rage Pro     |                    | Analógica                 | No    | AGP, PCI            | 20 de octubre de 1997                                                    |
| All-in-Wonder                  | 3D Rage II+     | 2MB, 4MB           | Analógica                 | No    | PCI                 | 11 de noviembrre de 1996                                                 |